# Party Music
Party Music è il quarto album del gruppo hip hop statunitense dei The Coup, ed è considerato il miglior album rap del 2001.
5 Million Ways to Kill a C.E.O. è il singolo più famoso dell'album.
L'album originale è stato pubblicato nel novembre 2001 dalla 75 Ark Records, mentre la ristampa del 2004 è stata prodotta della Epitaph Records.
Su Metacritic ottiene una valutazione pari a 85/100 basata su 11 recensioni.
| Recensione        | Giudizio |
| ----------------- | -------- |
| AllMusic          | [ 1 ]    |
| Alternative Press | [ 3 ]    |
| Blender           | [ 4 ]    |
| The Guardian      | [ 5 ]    |
| Pitchfork         | [ 6 ]    |
| Spin              | [ 7 ]    |
| The Village Voice | A        |

## Copertina
La copertina dell'album, realizzata a giugno, raffigurava il duo Coupil intento a far esplodere le Torri Gemelle.
Secondo i componenti della band, rappresenterebbe la decadenza del capitalismo distrutto dalla musica e non un incitamento al terrorismo.
La distribuzione dell'album fu bloccata in seguito agli eventi dell'11 settembre per la controversa copertina: il duo, forzato dalla casa discografica, ha dovuto cambiarla, sostituendo l'immagine delle torri con quella di un bicchiere, pieno di benzina, in fiamme.
I Coup avevano cercato di mantenere la copertina precedente con la motivazione che avrebbe dovuto spingere la gente a considerare che i terroristi non sono solo stranieri e sovversivi, ma ad aprirgli gli occhi sul fatto che gli Stati Uniti sono stati responsabili di atti atroci.

## Tracce
1. Everythang
2. 5 Million Ways to Kill a C.E.O.
3. Wear Clean Draws
4. Ghetto Manifesto
5. Get Up (feat. Dead Prez)
6. Tight
7. Ride The Fence
8. Nowalaters
9. Pork and Beef
10. Heven Tonite
11. Thought About It 2
12. Lazymuthafucka